# Ла Рокка, Якопо
Якопо Ла Рокка (итал. Iacopo La Rocca; 17 февраля 1984, Рим, Италия) — итальянский футболист, опорный полузащитник.

## Клубная карьера
Ла Рокка является воспитанником римского «Лацио», из которого он в 17 лет перешёл в «Про Верчелли». Проведя там три сезона, Ла Рокка в следующие три года играл за клубы низших футбольных дивизионов Италии: «Кьети», «Фермана» и «Торрес 1903».
В 2007 году Якопо переехал в Швейцарию, где подписал контракт с клубом «Беллинцона». В команде он отыграл четыре сезона после чего перешёл в «Грассхоппер». 24 июля 2011 года в матче против «Тюна» Ла Рокка дебютировал за «Грассхоппер».
В сентябре 2012 года Якопо заключил однолетний контракт с австралийским «Уэстерн Сидней Уондерерс». 10 ноября в поединке против «Ньюкасл Юнайтед Джетс» он дебютировал в Эй-лиге. 18 ноября в матче против «Перт Глори» Ла Рокка забил свой первый гол за «Уондерерс». В феврале 2013 года он продлил соглашение на два года. В том же году Якопо помог команде выиграть чемпионат. В 2014 году Ла Рокка помог «Сиднею» выиграть лигу чемпионов АФК и добыть путевку на Клубный чемпионат мира. На турнире в матче против мексиканского «Крус Асуль» Якопо забил гол.
27 июня 2015 года Ла Рокка подписал контракт на два года с «Аделаида Юнайтед». 16 января в матче против «Сентрал Кост Маринерс» он дебютировал за новую команду. В своём дебютном сезоне Якопо помог клубу выиграть чемпионат. Летом 2017 года Ла Рокка перешёл в «Мельбурн Сити». 6 октября в матче против «Брисбен Роар» он дебютировал за новую команду.

## Достижения
«Уэстерн Сидней Уондерерс»
- Обладатель Кубка чемпионов АФК — 2014

 «Аделаида Юнайтед»
- Чемпион Австралии — 2015/2016